# Sedna

Reprezentare artistică a suprafeței

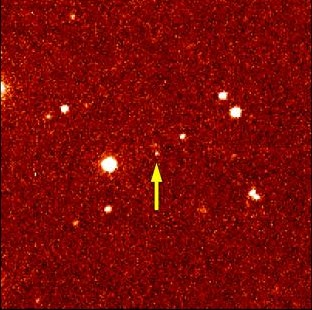
Descoperirea planetei pitice 90377 Sedna

Sedna (simbol: ) este o posibilă planetă pitică din Sistemul Solar. Se pare că este cel mai îndepărtat obiect de Soare cunoscut din Sistemul Solar. Când este la periheliu, Sedna se află la o distanță de 72 unități astronomice. La afeliu, Sedna este la 532 unități astronomice depărtare de Soare.
Acest obiect transneptunian face o rotație în jurul Soarelui o dată la 10.500 de ani și este ultima planetă pitică descoperită (în 2003) după Ceres (1801), Pluton (1929), Eris (2003), Haumea (2004) și Makemake (2005).

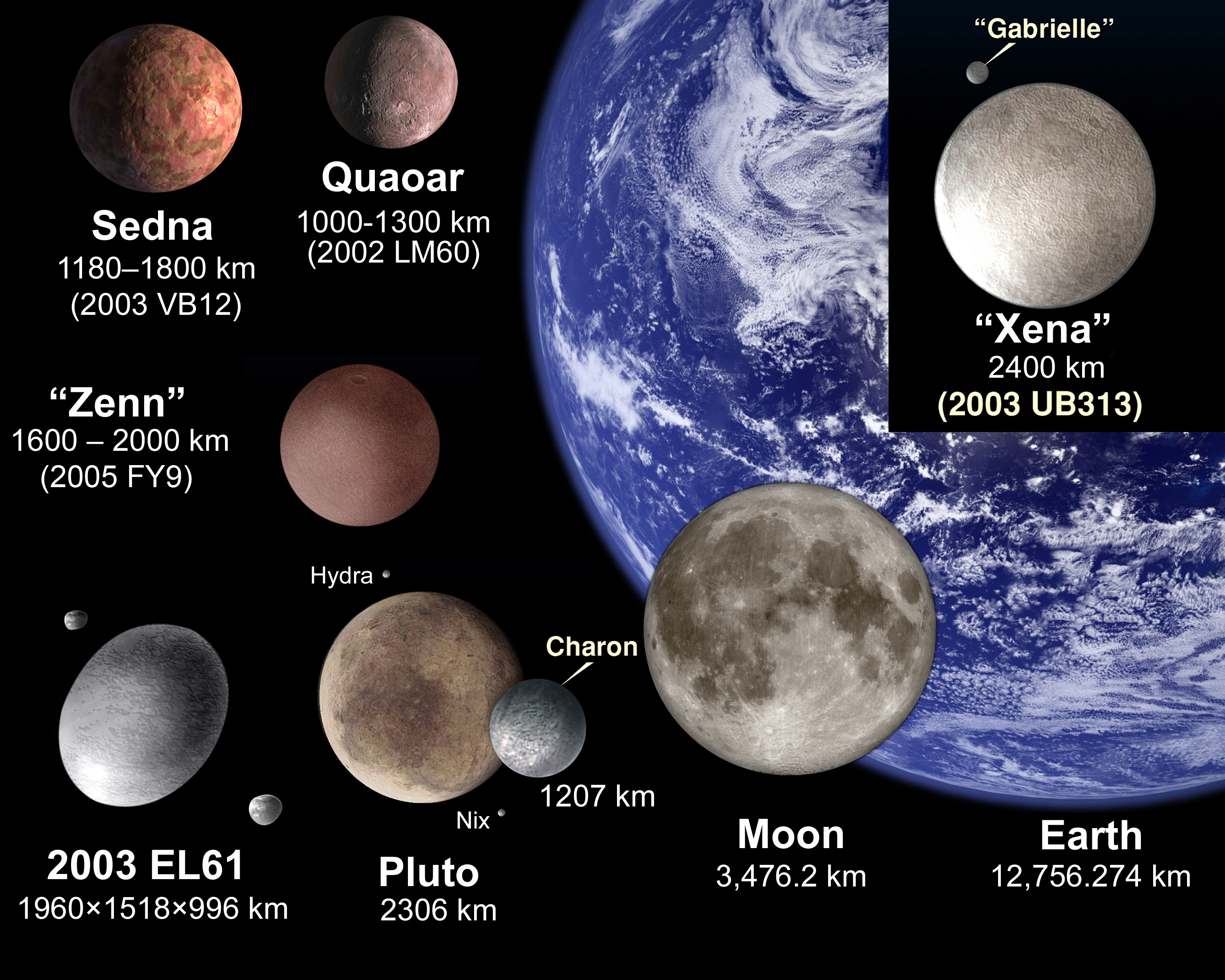
Sedna și alte obiecte transneptuniene în comparație cu Pământul

Sedna a fost descoperit de Michael E. Brown, Chadwick Trujillo et David L. Rabinowitz la 14 noiembrie 2003. Totuși este dificil să i se determine forma din cauza distanței mari la care se află. Măsurători spectroscopice au arătat că structura suprafeței sale este similară cu aceea  a celorlalte obiecte transneptuniene: este compus îndeosebi dintr-un amestec de ghețuri de apă, de metan și de azot cu tholin. Suprafața sa este una dintre cele mai roșii din Sistemul Solar.
Sedna își încheie parcursul pe orbită în aproximativ 12.000 de ani, iar periheliul său este situat la vreo 76 unități astronomice. Acești doi parametri fiind excepțional de mari, originea sa este nesigură. Minor Planet Center consideră la ora actuală (2010) că Sedna este un obiect din discul împrăștiat, un grup de obiecte plasate pe orbite excepțional de alungite prin influența gravitațională a lui Neptun. Totuși, această clasare este contestată întrucât Sedna nu a fost niciodată suficient de aproape de Neptun pentru a fi suferit o influență semnificativă. Unii astronomi cred că Sedna este primul membru cunoscut al Norului lui Hills (denumit și Norul lui Oort interior). Alți astronomi cred că Sedna ar fi putut fi deplasat spre orbita actuală de către o stea aflată în trecere în proximitatea Soarelui, și anume o stea din roiul originar al Soarelui, sau ar fi fost capturat într-un al Sistem planetar. O altă ipoteză este că orbita sa ar putea fi o dovadă a existenței unei planete sau a unei mici stele aflate dincolo de Neptun.

## Istorie

### Descoperirea

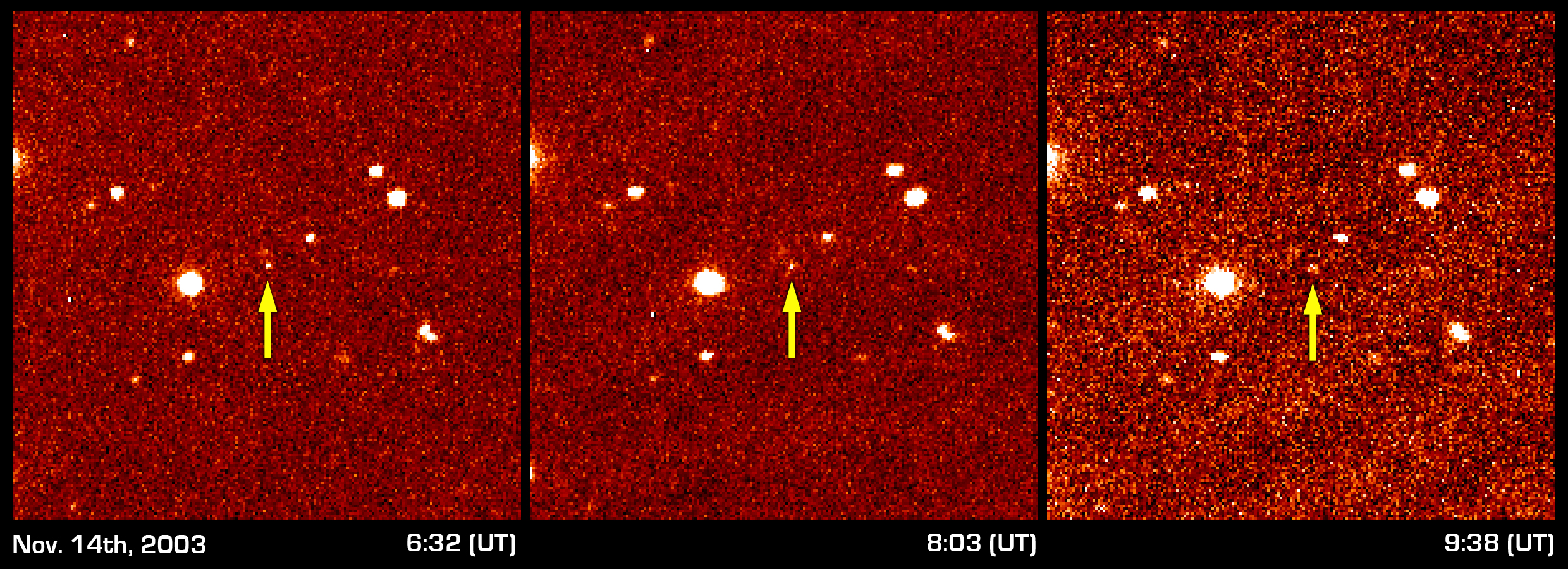
Fotografii ale obiectului Sedna la descoperirea sa.

Sedna (denumit în mod provizoriu 2003 VB12) a fost descoperit de către astronomii Mike Brown (Caltech), Chadwick Trujillo (Observatorul Gemini) și David Rabinowitz (Universitatea Yale) în timpul campaniei duse începând din 2001 cu camera QUEST de la Yale a telescopului Samuel Oschin de la Observatorul Palomar situat în apropiere de San Diego (California, Statele Unite ale Americii). Ei au descoperit la 14 noiembrie 2003 un obiect care se deplasa cu vreo 4,6 secunde de arc în raport cu stelele în 3,1 ore și în consecință situat la o distanță de circa 100 ua Observații ulterioare efectuate în noiembrie și decembrie 2003 cu telescopul SMARTS de la Cerro Tololo Inter-American Observatory (Regiunea Coquimbo, Chile) și telescopul Tenagra IV de la Observatorul W. M. Keck (Hawaii) au pus în evidență orbita extrem de eliptică a obiectului. Mai târziu, obiectul a fost identificat pe vechi imagini luate la telescopul Samuel Oschin cât și pe altele ale proiectului Near Earth Asteroid Tracking. Aceste fotografii mai vechi au furnizat poziția obiectului Sedna pe o mai mare proporție a orbitei sale și au permis astfel să se calculeze parametrii acestei orbite cu mai multă precizie.

### Impactul descoperirii
„Obiectul  pe care tocmai l-am descoperit este locul cel mai rece  și cel mai depărtat cunoscut din Sistemul Solar,”
 a declarat Mike Brown pe site-ul său de Internet, 
„deci credem că este potrivit să-l numim în onoarea zeiței inuite Sedna a mării, care [potrivit mitologiei] trăia în adâncimile Oceanului Arctic.”
Brown a sugerat de asemenea Centrului Planetelor Minore al Uniunii Astronomice Internaționale ca toate obiectele descoperite în regiunea orbitală a obiectului Sedna să fie numite după mitologia inuită. Echipa a dat publicității numele Sedna înainte ca  obiectul să fi fost numerotat oficial. Brian Marsden, care conducea Minor Planet Center, s-a plâns că o asemenea acțiune a constituit o violare a protocolului care i-ar fi putut incita pe unii membri ai UAI să se opună denumirii propuse. Totuși, nu a existat nicio opoziție și niciun alt nume nu a fost sugerat. Committee on Small Body Nomenclature al UAI a acceptat în termeni preciși acest nume în septembrie 2004, și a afirmat că în viitor și pentru obiectele de interes excepțional, ea ar putea să accepte ca astfel de obiecte să fie numite înainte ca acestea să fi fost numerotate, în mod oficial. 
Astronomul Michael E. Brown, codescoperitor al obiectului Sedna și al planetelor pitice Eris, Haumea și Makemake, a afirmat în 2006 că Sedna este obiectul transneptunian cel mai important științific găsit până la acea dată întrucât înțelegerea orbitei sale deosebite ar furniza informații de valoare asupra originii și evoluției inițiale a Sistemului Solar.În momentul descoperirii sale, Sedna era cel mai mare obiect descoperit în Sistemul Solar după descoperirea lui Pluto. De atunci obiecte mai mari (planete pitice) au fost descoperite, cum este 136199 Eris. Mai puțin decât Eris, Sedna a jucat un rol în conștientizarea astronomilor de nevoia de urgentare a definirii clare a unei planete. Astfel Sedna a contribuit, în mod paradoxal, la noua definiție care a redus la opt numărul planetelor din Sistemul Solar, când ea însăși era uneori supranumită Cea de-a Zecea Planetă.

### Orbită și rotație

Orbita obiectului Sedna (în roșu) comparată cu cele ale lui Jupiter (orange), Saturn (galben), Uranus (verde), Neptun (albastru) și Pluto (violet)

Sedna are o perioadă orbitală cuprinsă între 11.800 și 12.100 de ani, adică este cea mai îndelungată dintre perioadele orbitale ale obiectelor cunoscute din Sistemul Solar, cu excepția câtorva comete. Aceste valori corespund celei mai bune soluții prin metoda ajustării curbei, întrucât, pentru moment, Sedna nu a fost observată decât pe o parte foarte restrânsă a orbitei sale. Orbita sa este extrem de eliptică, afeliul său fiind estimat la 960 ua, iar periheliul său la 76 ua. În momentul descoperirii sale, Sedna era situată la o distanță de 89,6 ua de Soare și se apropia de periheliu: era atunci obiectul cel mai îndepărtat din Sistemul nostru Solar observat vreodată. Aceeași campanie a descoperit în continuare Eris la o distanță de 97 ua. Deși orbitele unor comete cu perioadă lungă de revoluție se întind la distanțe mai îndepărtate decât cele ale obiectului Sedna, ele nu pot fi observate decât în apropierea periheliului lorsituat în Sistemul Solar intern din cauza slabei lor luminozități. 
...........................................................................................................................................................................................
În momentul descoperirii obiectului Sedna, perioada sa de rotație a fost estimată între 20 și 50 de zile, adică o valoare neobișnuit de lungă. Oamenii de știință au presupus că perioada de rotație ar fi încetinit prin impactul gravitațional al unui mare companion binar, similar cu efectele lui Charon asupra lui Pluto. Observații ale Telescopului Spațial Hubble în martie 2004 nu au permis să fie identificați sateliți. Măsurători ulterioare făcute de la telescopul MMT au sugerat o perioadă de rotație de 10 ore, tipică pentru obiecte de această talie.

## Caracteristici

### Temperatura
Sedna este obiectul cel mai rece din Sistemul Solar, cu o temperatură minimă de 25 K (−248 °C), urmat fiind de Eris cu circa 30 K (−243 °C).